# Корпорация государственной и муниципальной службы
Корпорация государственной и муниципальной службы (англ. Corporation for National and Community Service или CNCS) была создана как независимое агентство Федерального правительства США по закону о Тресте государственной и муниципальной службы от 1993 года. Миссией CNCS является «поддержание американской культуры гражданства, служения и ответственности.» Хотя корпорация является государственной организацией, она действует больше как фонд, будучи самым большим в стране грантодателем, поддерживающим служение и волонтерскую деятельность. CNCS ранее называлась «Корпорацией государственной службы» или «CNS».

## Программы
На данное время CNCS предоставляет несколько программ, помогающих гражданскому обществу направлять свои усилия на бедность, охрану окружающей среды, образование и прочие неудовлетворённые человеческие потребности. Программы включают в себя:

### Амери-Корпус
Амери-Корпус — это национальная программа служения, направленная на задействование американцев в различных проектах служения. Также под защитой Амери-Корпуса действует программа ВИСТА (англ. VISTA или англ. Volunteers in Service to America), Корпус национального гражданского общества, общенациональные программы Амери-Корпуса и программы на уровне штатов.
21 апреля 2009 года принял силу закон Эдварда М. Кеннеди о служении Америке, который бурно расширил и сызнова уполномочил добровольческие программы служения Амери-Корпуса. Новый закон может утроить число волонтеров с 75000 до 250000 к 2017 финансовому году, среди которых 50 % станут волонтерами с полной занятостью.

### Учись и служи Америка
Ранее известная под названием Служи Америка, Учись и служи Америка задействует студентов в муниципальных организациях и школах в программах обучения служению.

### Другие программы
- Корпус национального гражданского общества
- Волонтеры в служении Америке
- Старший Корпус
- Корпус свободы США
- Президентская награда за добровольческое служение
- Президентская программа по выдаче стипендий свободы

Помимо выдачи грантов федеральным агентствам, CNCS выделяет гранты неправительственным организациям, таким как Лучи света (фонд) и Служение ради мира

## История
1990: Президент Джордж Герберт Уокер Буш пописывает Закон о государственной и муниципальной службе от 1990 года, тем самым открывая новую возрожденную эпоху государственной политике поощрения волонтерской деятельности в США. Этот закон позволиль возникнуть новому независимому федеральному агентству под названием Комиссия государственной и муниципальной службы.
1992: Принятый как часть Закона о санкционированной обороне от 1993 года, она позволила создать Корпус национального гражданского общества в качестве демонстрационной программы по исследованию возможностей использования военные ресурсы после Холодной войны в решении проблем здесь, на родине. Он был основан на базе программы Гражданский корпус охраны окружающей среды времен Великой депрессии и Армии США.
1993: Президент Билл Клинтон подписывает закон о Тресте государственной и муниципальной службы, формально сливая федеральное агентство ACTION и Комиссию государственной и национальной службы в состав которой входили Служи Америка и Корпус национального гражданского общества и ещё одна новая программа Амери-Корпуса
2002: Президент Джордж Уокер Буш создает Корпус свободы США.